# Lista de vereadores de Tombos
Esta é a lista de vereadores de Tombos, município brasileiro do estado de Minas Gerais.

## Legislatura de 2025-2028
Estes são os vereadores eleitos em 6 de outubro de 2024, pelo período de 1° de janeiro de 2025 a 31 de dezembro de 2028:
|   | Nome                                                                              | Partido                        | Votos | %    | Observações |
| - | --------------------------------------------------------------------------------- | ------------------------------ | ----- | ---- | ----------- |
| 1 | Sidnei Oliveira da Silva (Faria Lemos, 11.07.1982–)                               | Progressistas (PP)             | 423   | 7,48 | 4º mandato  |
| 2 | Carolina Bianchini Tenório (Tombos, 11.08.1988–)                                  | Progressistas (PP)             | 386   | 6,82 | 2º mandato  |
| 3 | Luis Carlos Sousa Arruda Carlinhos Pedra Bonita (Três Rios, 06.04.1975–)          | União Brasil (União)           | 312   | 5,52 | 1º mandato  |
| 4 | Amanda Dias Lazzaroni (Tombos, 05.04.1993–)                                       | União Brasil (União)           | 305   | 5,39 | 2º mandato  |
| 5 | Maikon Lazzaroni Moraes (Tombos, 19.05.1992–)                                     | União Brasil (União)           | 301   | 5,32 | 1º mandato  |
| 6 | Everaldo Bianquini Fortini (Tombos, 27.06.1972–)                                  | Progressistas (PP)             | 294   | 5,20 | 4º mandato  |
| 7 | Carlezia Gonçalves Neris (Tombos, 24.07.1975–)                                    | União Brasil (União)           | 263   | 4,65 | 1º mandato  |
| 8 | Vânia Aparecida Meira Bianchini, Professora Vânia Bianchini (Tombos, 14.05.1968–) | Partido dos Trabalhadores (PT) | 244   | 4,31 | 1º mandato  |
| 9 | Marcelo do Couto Amado, Professor Marcelão (Tombos, 01.07.1976–)                  | Partido dos Trabalhadores (PT) | 186   | 3,29 | 2º mandato  |

## Legislatura de 2021-2024
Estes são os vereadores eleitos em 15 de novembro de 2020, pelo período de 1° de janeiro de 2021 a 31 de dezembro de 2024:
|   | Nome                                                                       | Partido                               | Votos | %    | Observações |
| - | -------------------------------------------------------------------------- | ------------------------------------- | ----- | ---- | ----------- |
| 1 | Sidnei Oliveira da Silva (Faria Lemos, 11.07.1982–)                        | Partido dos Trabalhadores (PT)        | 294   | 5,30 | 3º mandato  |
| 2 | Sérgio Bandolli Muniz (Tombos, 14.11.1986–)                                | Partido dos Trabalhadores (PT)        | 269   | 4,85 | 1º mandato  |
| 3 | Everaldo Bianquini Fortini (Tombos, 27.06.1972–)                           | Progressistas (PP)                    | 257   | 4,63 | 3º mandato  |
| 4 | Carolina Bianchini Tenório (2021-2022) (Tombos, 11.08.1988–)               | Progressistas (PP)                    | 255   | 4,60 | 1º mandato  |
| 5 | Marcelo do Couto Amado, Professor Marcelão (Tombos, 01.07.1976–)           | Partido Democrático Trabalhista (PDT) | 196   | 3,53 | 1º mandato  |
| 6 | Edson Almada do Nascimento Mendonça, Edinho Mendonça (Tombos, 02.07.1992–) | Democratas (DEM)                      | 185   | 3,33 | 2º mandato  |
| 7 | Vanderli Pereira Pinheiro, Derli Pinheiro (Tombos, 08.02.1955–)            | Partido dos Trabalhadores (PT)        | 160   | 2,88 | 3º mandato  |
| 8 | José Fernando da Silva Bastos, Tuquinha Bastos (Tombos, 17.07.1978–)       | Democratas (DEM)                      | 155   | 2,79 | 3º mandato  |
| 9 | Amanda Dias Lazzaroni, do Sindicato (Tombos, 05.04.1993–)                  | Partido Social Democrático (PSD)      | 109   | 1,96 | 1º mandato  |

## Legislatura de 2017–2020
Estes são os vereadores eleitos em 2 de outubro de 2016, pelo período de 1° de janeiro de 2017 a 31 de dezembro de 2020:
|   | Nome                                                                                   | Partido                        | Votos | %    | Observações |
| - | -------------------------------------------------------------------------------------- | ------------------------------ | ----- | ---- | ----------- |
| 1 | Everaldo Bianquini Fortini (Tombos, 27.06.1972–)                                       | Partido Progressista (PP)      | 359   | 6,38 | 2º mandato  |
| 2 | Frederico Pozenato Moreira de Oliveira (2017-2018) (Tombos, 30.10.1991–)               | Democratas (DEM)               | 351   | 6,23 | 1º mandato  |
| 3 | Jorcelino José de Souza, Contador (Tombos, 28.05.1971–)                                | Partido dos Trabalhadores (PT) | 330   | 5,86 | 1º mandato  |
| 4 | Sidnei Oliveira da Silva (Faria Lemos, 11.07.1982–)                                    | Partido dos Trabalhadores (PT) | 309   | 5,49 | 2º mandato  |
| 5 | Edson Almada do Nascimento Mendonça, Edinho Mendonça (2019-2020) (Tombos, 02.07.1992–) | Democratas (DEM)               | 236   | 4,19 | 1º mandato  |
| 6 | Sebastião Victor Vargas, Bolão (Tombos, 14.05.1946–)                                   | Partido dos Trabalhadores (PT) | 211   | 3,75 | 1º mandato  |
| 7 | José Fernando da Silva Bastos, Tuquinha Bastos (Tombos, 17.07.1978–)                   | Democratas (DEM)               | 201   | 3,57 | 2º mandato  |
| 8 | Célio Pereira de Souza, Inácio (Tombos, 21.05.1974–)                                   | Partido dos Trabalhadores (PT) | 198   | 3,52 | 1º mandato  |
| 9 | Gustavo Adenes Perucci (Tombos, 06.07.1982–)                                           | Partido Progressista (PP)      | 149   | 2,65 | 1º mandato  |

## Legislatura de 2013–2016
Estes são os vereadores eleitos nas eleições de 7 de outubro de 2012, pelo período de 1° de janeiro de 2013 a 31 de dezembro de 2016:
|   | Nome                                                                    | Partido                          | Votos | %    | Observações                                       |
| - | ----------------------------------------------------------------------- | -------------------------------- | ----- | ---- | ------------------------------------------------- |
| 1 | José Fernando da Silva Bastos, Tuquinha Bastos (Tombos, 17.07.1978–)    | Democratas (DEM)                 | 416   | 7,03 | 1º mandato                                        |
| 2 | Luciene Teixeira de Moraes, Russa (Tombos, 27.11.1970–)                 | Partido Social Democrático (PSD) | 308   | 5,20 | 3º mandato                                        |
| 3 | Sidnei Oliveira da Silva (Faria Lemos, 11.07.1982–)                     | Partido dos Trabalhadores (PT)   | 299   | 5,05 | 1º mandato                                        |
| 4 | Everaldo Bianquini Fortini (Tombos, 27.06.1972–)                        | Partido Progressista (PP)        | 294   | 4,97 | 1º mandato                                        |
| 5 | Ronaldo Gomes Coimbra (Eugenópolis, 13.09.1978 – Miradouro, 20.01.2013) | Partido dos Trabalhadores (PT)   | 293   | 4,95 | 2º mandato. Faleceu no exercício do mandato       |
| 6 | Hélio Rogério de Souza, Helinho Gazarra (Tombos, 13.12.1966–)           | Partido dos Trabalhadores (PT)   | 289   | 4,88 | 2º mandato                                        |
| 7 | Onofre Camilo Perusso (2013-2014) (Tombos, 13.04.1951–)                 | Democratas (DEM)                 | 249   | 4,21 | 4º mandato                                        |
| 8 | Dulcinéia Soares Bento, Preta da Saúde (Tombos, 27.12.1967–)            | Partido dos Trabalhadores (PT)   | 213   | 3,60 | 1º mandato                                        |
| 9 | Michel Lazzaroni Moraes (2015-2016) (Tombos, 31.05.1987–)               | Democratas (DEM)                 | 204   | 3,45 | 1º mandato                                        |
| — | Romário da Paixão Januário, da Pedra Bonita (Tombos, 05.04.1964–)       | Partido dos Trabalhadores (PT)   | 197   | 3,33 | 1º mandato. Assumiu após o falecimento do titular |

## Legislatura de 2009–2012
Estes são os vereadores eleitos nas eleições de 5 de outubro de 2008, pelo período de 1° de janeiro de 2009 a 31 de dezembro de 2012:
|   | Nome                                                                           | Partido                                            | Votos | %    | Observações |
| - | ------------------------------------------------------------------------------ | -------------------------------------------------- | ----- | ---- | ----------- |
| 1 | Jorge Rodrigues da Silva, Jorjão (Tombos, 02.12.1957–)                         | Partido Trabalhista Brasileiro (PTB)               | 344   | 5,89 | 1º mandato  |
| 2 | Onofre Camilo Perusso, do Lente (2011-2012) (Tombos, 13.04.1951–)              | Democratas (DEM)                                   | 289   | 4,95 | 3º mandato  |
| 3 | Maria de Lourdes Pacheco Gomes de Oliveira, do Sindicato (Tombos, 11.09.1963–) | Partido dos Trabalhadores (PT)                     | 265   | 4,54 | 2º mandato  |
| 4 | Luís Carlos Sousa Arruda, Carlinhos Pedra Bonita (Três Rios, 06.04.1975–)      | Democratas (DEM)                                   | 215   | 3,68 | 1º mandato  |
| 5 | Irene da Rocha Romero Meira (2009-2010) (Tombos, 05.01.1952–)                  | Democratas (DEM)                                   | 204   | 3,49 | 2º mandato  |
| 6 | Luciene Teixeira de Moraes, Russa (Tombos, 27.11.1970–)                        | Partido do Movimento Democrático Brasileiro (PMDB) | 197   | 3,37 | 2º mandato  |
| 7 | Marco Antônio Pittize Ribeiro (Tombos, 14.02.1972–)                            | Partido dos Trabalhadores (PT)                     | 195   | 3,34 | 2º mandato  |
| 8 | José Carlos Perucci (Manhumirim, 02.06.1951–)                                  | Partido da Social Democracia Brasileira (PSDB)     | 192   | 3,29 | 1º mandato  |
| 9 | Hélio Rogério de Souza, Helinho Gazarra (Tombos, 13.12.1966–)                  | Partido dos Trabalhadores (PT)                     | 183   | 3,13 | 1º mandato  |

## Legislatura de 2005–2008
Estes são os vereadores eleitos nas eleições de 3 de outubro de 2004, pelo período de 1° de janeiro de 2005 a 31 de dezembro de 2008:
|   | Nome                                                               | Partido                                            | Votos | %    | Observações |
| - | ------------------------------------------------------------------ | -------------------------------------------------- | ----- | ---- | ----------- |
| 1 | Irene da Rocha Romero Meira (Tombos, 05.01.1952–)                  | Partido da Frente Liberal (PFL)                    | 314   | 5,41 | 1º mandato  |
| 2 | Norberto Teixeira Bastos, Norbertinho Bastos (Tombos, 25.07.1961–) | Partido da Frente Liberal (PFL)                    | 252   | 4,34 | 2º mandato  |
| 3 | Celso Roque Lazaroni (Tombos, 16.08.1956–)                         | Partido da Frente Liberal (PFL)                    | 247   | 4,26 | 1º mandato  |
| 4 | Juarez Pereira da Silva, Juarezinho (Tombos, 09.10.1957–)          | Partido dos Trabalhadores (PT)                     | 245   | 4,22 | 1º mandato  |
| 5 | Marco Antônio Pittize Ribeiro (Tombos, 14.02.1972–)                | Partido dos Trabalhadores (PT)                     | 244   | 4,21 | 1º mandato  |
| 6 | Emanoel Vieira Machado, Manoel Pimentel (Tombos, 31.01.1957–)      | Partido do Movimento Democrático Brasileiro (PMDB) | 212   | 3,65 | 3º mandato  |
| 7 | João Ribeiro da Silva (Tombos, 03.08.1956–)                        | Partido Liberal (PL)                               | 185   | 3,19 | 1º mandato  |
| 8 | Ronaldo Gomes Coimbra (Eugenópolis, 13.09.1978–20.01.2013)         | Partido dos Trabalhadores (PT)                     | 179   | 3,09 | 1º mandato  |
| 9 | Luciene Teixeira de Moraes, Russa (Tombos, 27.11.1970–)            | Partido do Movimento Democrático Brasileiro (PMDB) | 176   | 3,03 | 1º mandato  |

## Legislatura de 2001–2004
Estes são os vereadores eleitos nas eleições de 1º de outubro de 2000, pelo período de 1° de janeiro de 2001 a 31 de dezembro de 2004:
|    | Nome                                                                   | Partido                                            | Votos | %    | Observações |
| -- | ---------------------------------------------------------------------- | -------------------------------------------------- | ----- | ---- | ----------- |
| 1  | Maria de Lourdes Pacheco Gomes de Oliveira (Tombos, 11.09.1963–)       | Partido dos Trabalhadores (PT)                     | 444   | 7,77 | 1º mandato  |
| 2  | Vanderli Pereira Pinheiro (Tombos, 08.02.1955–)                        | Partido dos Trabalhadores (PT)                     | 402   | 7,04 | 2º mandato  |
| 3  | Sebastião Oliveira Cortat, Fumaça (Tombos, 04.07.1956–)                | Partido do Movimento Democrático Brasileiro (PMDB) | 223   | 3,90 | 1º mandato  |
| 4  | Onofre Camilo Perusso (2003-2004) (Tombos, 13.04.1951–)                | Partido da Frente Liberal (PFL)                    | 219   | 3,83 | 2º mandato  |
| 5  | Dr. Manoel Tadeu Vicente Lobato (Tombos, 16.11.1941–)                  | Partido do Movimento Democrático Brasileiro (PMDB) | 212   | 3,71 | 1º mandato  |
| 6  | Maria Aparecida Monteiro Bastos (Tombos, 16.09.1943–)                  | Partido da Frente Liberal (PFL)                    | 208   | 3,64 | 1º mandato  |
| 7  | Francisco de Assis Nunes, China (2001-2002) (Faria Lemos, 13.05.1943–) | Partido Liberal (PL)                               | 194   | 3,40 | 2º mandato  |
| 8  | Alaert Lazzaroni (Tombos, 14.10.1942–)                                 | Partido da Frente Liberal (PFL)                    | 189   | 3,31 | 1º mandato  |
| 9  | Emanoel Vieira Machado, Pimentel (Tombos, 31.01.1957–)                 | Partido do Movimento Democrático Brasileiro (PMDB) | 137   | 2,40 | 2º mandato  |
| 10 | Arlete Bandoli Crevellar Ferreira (Tombos, 22.08.1963–)                | Partido dos Trabalhadores (PT)                     | 134   | 2,35 | 1º mandato  |
| 11 | Sebastião José Guedes (Tombos, 03.04.1957–)                            | Partido dos Trabalhadores (PT)                     | 113   | 1,98 | 2º mandato  |

## Legislatura de 1997–2000
Estes são os vereadores eleitos nas eleições de 3 de outubro de 1996, pelo período de 1° de janeiro de 1997 a 31 de dezembro de 2000:
|    | Nome                                                | Partido                                            | Votos | %    | Observações |
| -- | --------------------------------------------------- | -------------------------------------------------- | ----- | ---- | ----------- |
| 1  | Vanderli Pereira Pinheiro (Tombos, 08.02.1955–)     | Partido dos Trabalhadores (PT)                     | 456   | 9,79 | 1º mandato  |
| 2  | Onofre Camilo Perusso (Tombos, 13.04.1951–)         | Partido da Frente Liberal (PFL)                    | 284   | 6,10 | 1º mandato  |
| 3  | Emanoel Vieira Machado (Tombos, 31.01.1957–)        | Partido do Movimento Democrático Brasileiro (PMDB) | 234   | 5,02 | 1º mandato  |
| 4  | Jairo Oliveira da Silva (Tombos, 15.07.1966–)       | Partido da Frente Liberal (PFL)                    | 213   | 4,57 | 1º mandato  |
| 5  | João Albino Filho (Tombos, 16.07.1959–)             | Partido do Movimento Democrático Brasileiro (PMDB) | 213   | 4,57 | 1º mandato  |
| 6  | Maria Arminda Beta de Almeida (Tombos, 12.03.1957–) | Partido da Frente Liberal (PFL)                    | 207   | 4,44 | 1º mandato  |
| 7  | Francisco de Assis Nunes (Faria Lemos, 13.05.1943–) | Partido da Frente Liberal (PFL)                    | 196   | 4,21 | 1º mandato  |
| 8  | Sebastião José Guedes (Tombos, 03.04.1957–)         | Partido dos Trabalhadores (PT)                     | 187   | 4,01 | 1º mandato  |
| 9  | Norberto Teixeira Bastos (Tombos, 25.07.1961–)      | Partido da Frente Liberal (PFL)                    | 185   | 3,97 | 1º mandato  |
| 10 | Milton Citeli (Tombos, 26.12.1933–)                 | Partido dos Trabalhadores (PT)                     | 127   | 2,73 | 1º mandato  |
| 11 | Ivonio Gaspar Bizarro (Tombos, 25.04.1945–)         | Partido dos Trabalhadores (PT)                     | 125   | 2,71 | 1º mandato  |

Mandatos por partido:
| Partido   | Nº de mandatos |
| --------- | -------------- |
| PT        | 27             |
| DEM / PFL | 22             |
| PP        | 8              |
| PMDB      | 8              |
| União     | 4              |
| PL        | 2              |
| PSD       | 1              |
| PDT       | 1              |
| PTB       | 1              |
| PSDB      | 1              |